# Вільгельм Гемпріх
Вільгельм Фрідріх Гемпріх (нім. Wilhelm Friedrich Hemprich; 24 червня 1796 — 30 червня 1825) — німецький натураліст і дослідник.

## Біологія
Гемпріх народився в Глаці в Пруській Сілезії (нині місто Клодзько в Польщі). Вивчав медицину в Бреслау та Берліні. Там він подружився з біологом Крістіаном Ґотфрідом Еренбергом. Гемпріх читав лекції в Берлінському університеті з порівняльної фізіології та написав Grundriss der Naturgeschichte (Компендіум природної історії) (1820). У вільний час він вивчав рептилій і земноводних у зоологічному музеї під керівництвом Гінріха Ліхтенштейна .
У 1820 році Гемпріха та Еренберга запросили як натуралістів в археологічній експедиції до Єгипту під проводом прусського генерала Гайнріха фон Мінутолі, яку спонсорувала Берлінська академія. У березні 1821 року вони відокремилися від основної групи і вирушили вгору по річці Ніл до Донголи, столиці Нубії. Наступні два роки вони витратили на вивчення природної історії цієї частини Єгипту.
У 1823 році Гемпріх та Еренберг перепливли Суецьку затоку до Ель-Тура на південно-західному узбережжі Синайського півострова, залишаючись там дев'ять місяців. У цей час вони відвідали гору Синай, і Еренберг став одним із перших натуралістів, які вивчали морське життя Червоного моря. У 1824 році вони відвідали Ліван, подорожуючи вглиб країни з Бейрута до вершини Джебель-Ліван і створивши свою базу в Бчаррі. У серпні вони повернулися до Єгипту.
У листопаді вони знову вирушили вздовж узбережжя Червоного моря, заходячи в різні порти, включаючи Джидду. Зрештою вони прибули в еритрейський порт Массауа, маючи намір відвідати високогір'я Абіссинії . Гемпріх помер у Массаві від хвороби, яка перебігала з гарячкою, і Еренберг поховав його на острові Тоалул. Еренберг повернувся до Європи і в 1828 році опублікував звіт про свої відкриття під обома іменами під назвою Symbolae Physicae. Зразки, зібрані експедицією, зберігалися в Музеї природознавства в Берліні. Колекція включала 46 000 ботанічних зразків 3000 видів і 34 000 зразків тварин 4000 видів. Серед них багато нових видів.

## Вшанування
На честь Гемпріха названо:
- вид мартина Larus hemprichii
- вид птаха-носорога Tockus hemprichii
- вид викопного псевдоскорпіона Pseudogarypus hemprichii
- вид сцинка Scincus hemprichii
- вид коралового вужа Micrurus hemprichii[2]